# 安波沙洲
安波沙洲，越南称安邦岛，西方文献称为 Amboyna Cay，中国渔民俗称锅盖峙，是一座位于南中国海南沙群岛中的沙洲，位于南威岛东南约65海里。长约300米，宽约140米，面积约0.02平方公里。陆地上有植被，但无淡水。现为越南实际控制，中华人民共和国称对其拥有主权。

## 歷史
- 中国渔民向称安波沙洲為「锅盖峙」。[1]
- 1935年，中華民國水陸地圖審查委員會公佈名稱為「安波那暗礁」[2]
- 1939年，日本佔領南沙群島，把南沙群島為命名為「新南群島」，並把安波沙洲命名為「丸島」。[3]
- 1947年，中華民國內政部方域司公佈名稱為「安波沙洲」。[1]
- 1974年，南越佔領安波沙洲。
- 1978年，馬來西亞海軍登陸此島並豎立碑石，但後來被越南拆除。[4]
- 1995年，越南在島上建立的燈塔開始運作。

## 圖片集

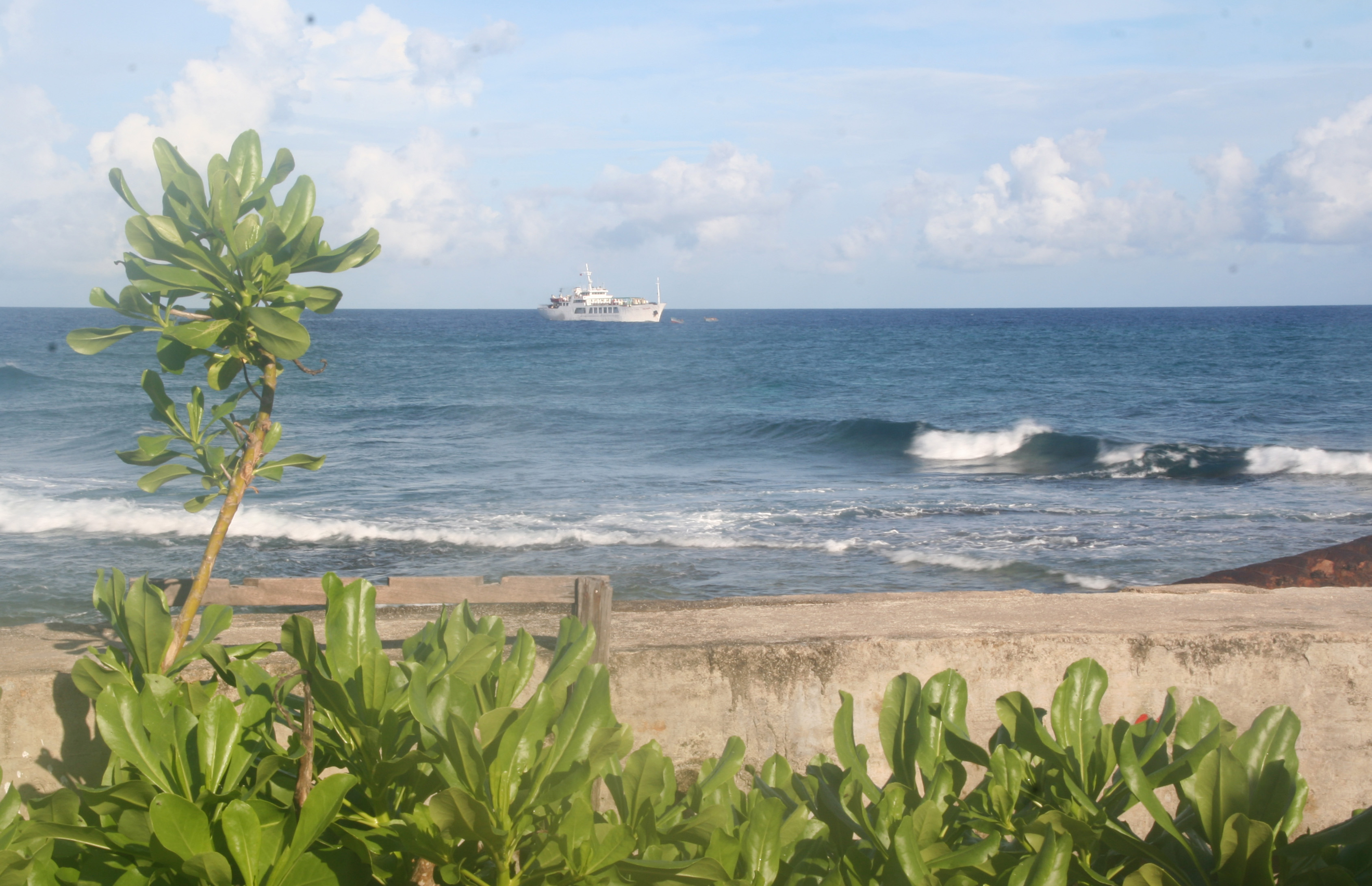
安波沙洲
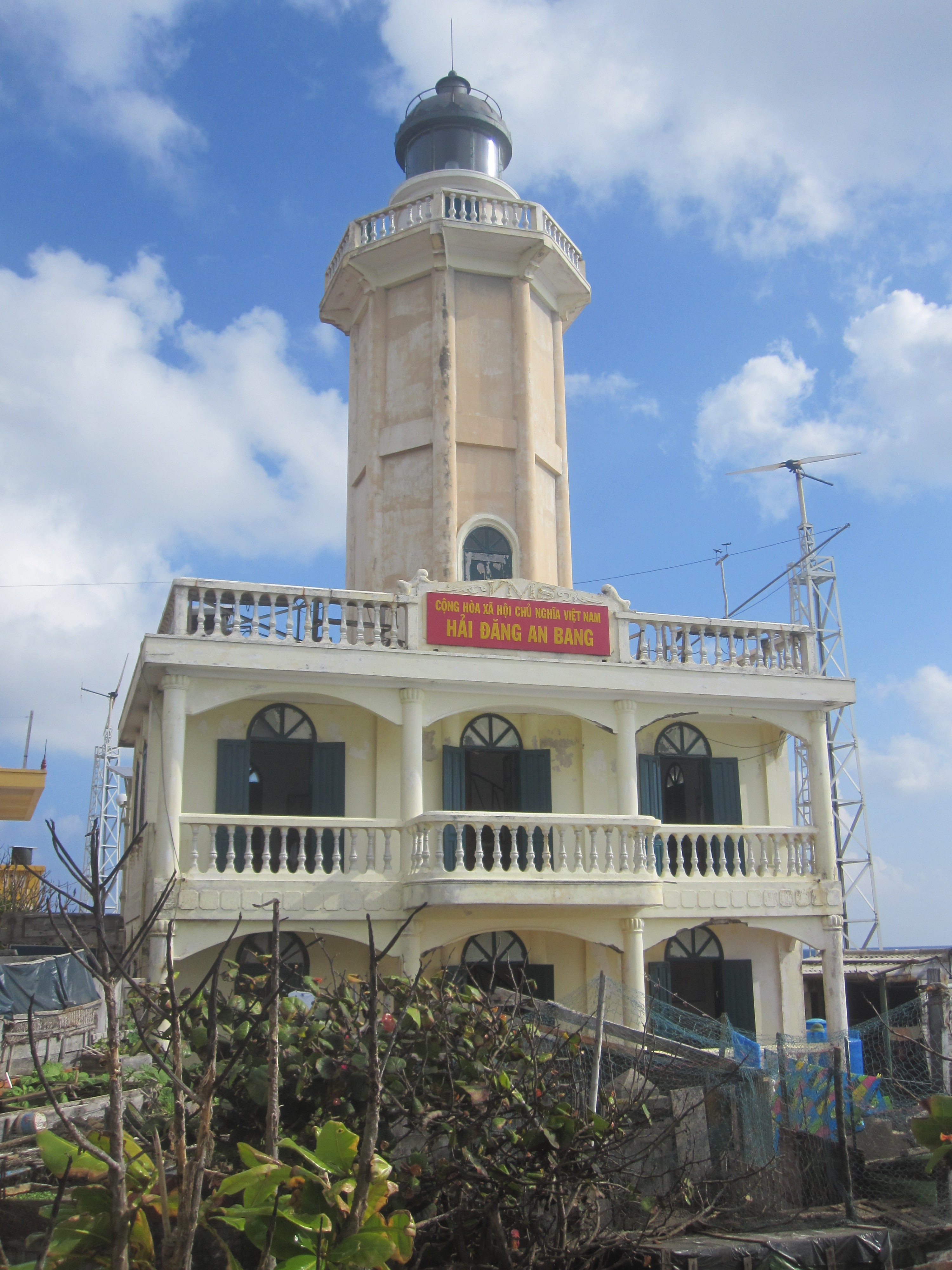
越南建立的燈塔
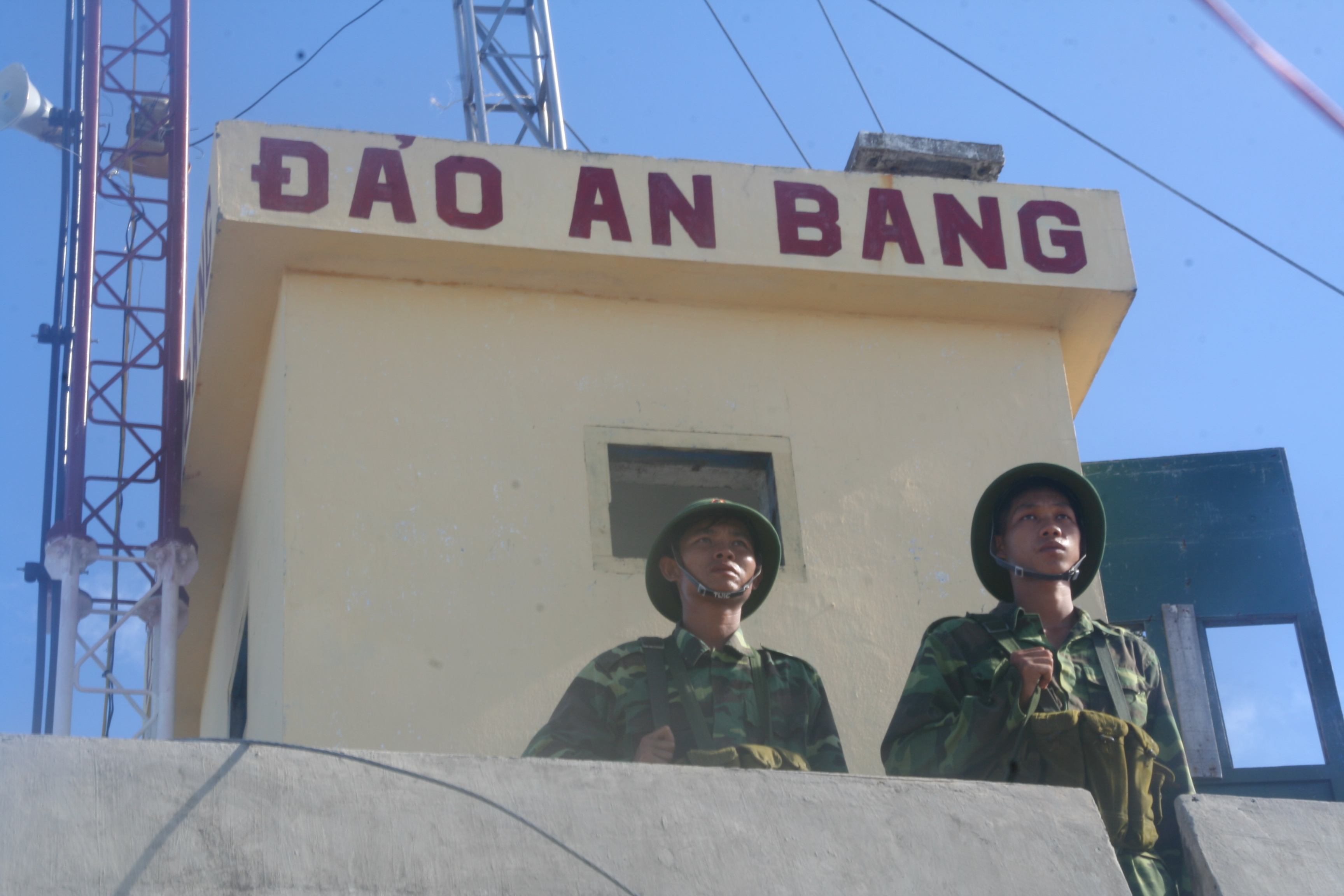
越南守軍